# Unreal Tournament 3
Unreal Tournament 3, abrégé UT3 (nom de code Envy, initialement connu sous le nom d'Unreal Tournament 2007, UT 2007, ou UT2k7), est un jeu de tir à la première personne développé sur la base du moteur de jeu UnrealEngine 3. Bien que la partie solo fasse l'objet d'une attention particulière de la part des développeurs, l'intérêt principal du jeu réside dans les parties en ligne, sur réseau ou internet. Développé par Epic Games et édité par Midway, le jeu a été commercialisé en 2007 sur PC et PlayStation 3, et en juillet 2008 sur Xbox 360.
La démo est disponible depuis le 12 octobre 2007. Elle permet de jouer en solo ou multijoueur via internet sur trois cartes : deux en mode Deathmatch et une en Capture the flag.

## Trame
Unreal Tournament 3 prend place dans le même univers de science-fiction futuriste que ses prédécesseurs. Le jeu se déroule en 2307, peu après le tournoi relaté dans Unreal Tournament 2004, alors qu’une attaque de Necris frappe la colonie terrienne d’une planète inconnue. Sans défense, les colons ne tardent pas à succomber jusqu’à ce qu’un groupe de Ronins intervienne pour défendre les survivants. Le commandant des Ronins, Reaper, décide de lancer une contre-attaque mais une explosion lui fait perdre connaissance. Il est alors sauvé par deux membres de son équipe, Othello et Jester, et se réveille dans la base des Izanagi, une force rebelle luttant contre les Necris et Axon. Ces derniers sont dirigés par Malcolm qui leur fait part de l’implication de la Liandri dans l’attaque et leur révèle que le nom de la commandante des Necris, Akasha. Reaper décide alors de se venger mais Malcolm lui explique qu’il doit d’abord prouver sa valeur.

## Système de jeu
Unreal Tournament 3, tout comme les épisodes qui le précèdent, est un jeu de tir à la première personne se démarquant par son gameplay rapide, nerveux, et qui demande une certaine réactivité. À travers les couloirs et les zones à découverts qui parsèment les maps, donnant souvent lieu à de grandes mêlées, les joueurs s'attaquent à coups de rafales de munitions, au moyen de nombreuses armes variées et plus ou moins performantes. Les maps sont regroupées par région — à chacune correspond un thème graphique : villes modernes, cités asiatiques, zones arctiques, vaisseaux spatiaux désaffectés.
Les parties varient grâce à plusieurs modes de jeu, tels que les classiques deathmatch et capture du drapeau, et leur déclinaison en équipes et accompagné de véhicules.
Le jeu est jouable en solo par l'intermédiaire de bots tenant le rôle d'adversaires, mais prend tout son potentiel en ligne ou en lan-party face à de véritables joueurs.

### Nouvelles fonctionnalités
- Possibilité de commander les bots (joueurs commandés par l'ordinateur) avec un microphone[3]
- Possibilité de naviguer sur des sites à partir d'interfaces placées dans le jeu
- Intégration d'un système de classement des joueurs. Ces statistiques seront utilisées afin d'aider les joueurs à trouver des serveurs correspondant à leur niveau[4]
- Arbres pouvant prendre feu [2]

Les séries de victimes comme folie meurtrière, multituerie, méga tuerie, massacre, massacre véhiculaire, etc. ont été enrichies.

## Aspects techniques

### Technologies
- Moteur graphique Unreal Engine 3
- Compatibilité optimale avec les processeurs MultiCore : le moteur, multi-tâches, permet d'exploiter la puissance de chaque core.
- Support de DirectX 9/Windows XP et DirectX 10/Windows Vista. Il y aura donc deux moteurs de rendu. DirectX10 étant une évolution de DirectX9, il faudra s'attendre à des avantages en matière de performances plutôt qu'à des différences visuelles frappantes[5].
- Exploitation des Shaders Model 3.0 (fonctionnement possible avec les Shaders 2.0)
- Exploitation de l'HDR
- Intégration du moteur physique de Novodex
- Intégration de la technologie SpeedTree
- Support des processeurs PhysX d'AGEIA[6],[7].
- Portabilité : Le support de Linux et Mac OS X ont été initialement prévu, comme les précédents jeux du développeur[8]. Cependant Ryan C. Gordon, le développeur chargé de porter le jeu, affirme que les clients Linux et Mac OS X existent[9] mais ne peuvent pas être distribués à cause de problèmes techniques et légaux.

## Versions et modifications

### Versions

#### Versions PC
Précédent la sortie de la version finale du jeu, une version de démonstration du jeu est publiée le 12 octobre 2007, celle-ci incluant à l'origine deux cartes de match à mort et une carte de capture du drapeau dans laquelle il est possible d’utiliser des véhicules.
La version PC du jeu est publiée par Midway Games en Allemagne le 12 novembre 2007, puis aux États-Unis le 19 novembre, au Canada le 20 novembre et dans le reste de l’Europe le 23 novembre 2007. Le jeu a également bénéficié d’une édition collector incluant notamment un livre d’artwork et un DVD supplémentaire contenant 20 heures de tutoriel pour le kit de développement de l’Unreal Engine 3, un historique de la série et un making of du jeu.
Une version Linux du jeu a également été envisagée mais celle-ci a finalement été annulée pour des raisons légales.
Le jeu est également disponible en téléchargement sur Steam depuis le 17 mars 2008, seul ou dans un pack incluant également Unreal, Unreal 2, Unreal Tournament et Unreal Tournament 2004.

#### Versions consoles
Unreal Tournament 3 a également été porté sur PlayStation 3 et Xbox 360.
La version PlayStation 3 est compatible avec les claviers et les souris USB. Les fonctions gyroscopiques de la Sixaxis sont utilisées pour permettre au personnage de regarder autour de lui. Par ailleurs, les mods développés par la communauté PC pourraient également être utilisés sur la console grâce au PlayStation Network.

### Extensions
Le 20 octobre 2008, Mark Rein annonce qu’Epic Games travaille sur une extension du jeu. Celle-ci est publiée le 5 mars 2009 sous la forme d’un patch accompagné d’un bonus pack baptisé Titan Pack. Ce dernier inclut notamment deux nouveaux modes de jeu (Greed et Betrayal), un nouveau mutator (Titans), deux nouveaux personnages issus de la version Xbox 360 du jeu ainsi que seize nouvelles cartes.

## Accueil

### Critiques
| Unreal Tournament III (PC) |      |        |
| Média                      | Nat. | Notes  |
| Eurogamer                  | US   | 8/10   |
| Gamekult                   | FR   | 8/10   |
| GameSpot                   | US   | 85 %   |
| IGN                        | US   | 90%    |
| Jeuxvideo.com              | FR   | 16/20  |
| Joystick                   | FR   | 8/10   |
| Compilations de notes      |      |        |
| Metacritic                 | US   | 83 %   |
| MobyGames                  | US   | 84 %   |
| GameRankings               | US   | 86,1 % |

### Ventes
D'après Midway Games, les versions PC et PlayStation 3 du jeu totalisent un million d'exemplaires vendus en mars 2008.